# انت (موجود تخیلی)

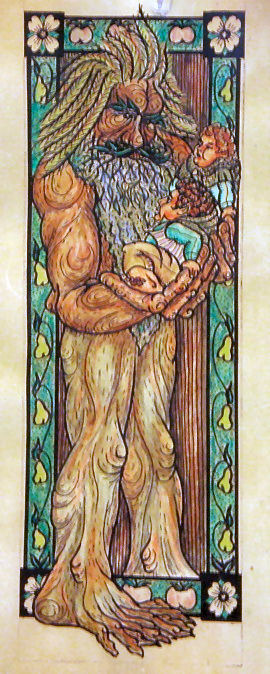
درخت ریشو که دو هابیت را در دست گرفته‌است.

اِنت‌ها گونه‌ای موجودات افسانه‌ای از سرزمین میانی در مجموعه داستان‌های نوشتهٔ جی. آر. آر. تالکین اند که ظاهری شبیه درخت دارند. آن‌ها مانند درختان سخنگو در افسانه‌های قدیم توصیف شده‌اند. نام انت، از آنگلوساکسون به معنی غول گرفته شده‌است.
از انت‌ها در ارباب حلقه‌ها به عنوان چوپانان جنگل و یاران مردمان سرزمین میانی در جریان جنگ حلقه یاد شده‌است. آنتی که بیشتر از آن در کتاب تالکین یاد شده و درخت ریشو است که ادعا می‌کند کهن‌سال‌ترین موجود زندهٔ سرزمین میانی است. در دوره‌ای که جنگ حلقه روی می‌دهد هیچ انت جوانی وجود ندارد چون همسران انت‌ها (انت‌های دختر) همه گم شده‌اند. انت‌ها با هوئرن‌ها نسبت خانوادگی دارند، هوئرن‌ها درختانی اند که توان حرکت دارند و می‌توانند با انت‌ها صحبت کنند.

## شرح
گندالف از درخت ریشو به عنوان کهن‌سال‌ترین موجود زنده که می‌تواند در سرزمین میانی راه برود یاد می‌کند که قدی برابر با ۴ متر داشته‌است. انت‌ها نخستین بار هنگامی در سرزمین میانی دیده شدند که الف‌ها در این سرزمین زندگی کردند. آن‌ها احتمالاً توسط ارو ایلوواتار به دستور یاوانا ایجاد شده‌اند. یاوانا می‌خواست موجوداتی خلق شود که مانند چوپان و نگهبان از درختان جنگل در برابر کوتوله‌ها و دیگر موجودات حفاظت کند.
نخستین بار الف‌ها به انت‌ها سخن گفتن آموختند. درخت ریشو از کاری که الف‌ها برایشان کردند چنین یاد می‌کند: که «(آنها) حماقت ما را درمان کردند» و این هدیه‌ای است که نمی‌توان آن را فراموش کرد.
در دورهٔ سوم سرزمین میانی، جنگل فانگورن تنها جایی بود که هنوز برای انت‌ها قابل سکونت بود اما هوئرن‌های انت مانند، توانسته بودند جایی در جنگل قدیمی جان سالم به در ببرند.
انت‌ها قد بلندی داشتند و بسیار نیرومند بودند و می‌توانستند سنگ‌ها و صخره‌ها را در هم شکنند. تالکین در کتابش می‌گوید که انت‌ها تخته سنگ‌های بزرگ پرتاب می‌کنند و دیوار آیزنگارد را مانند «خمیر نان» از هم پاره می‌کنند.

### همسران انت‌ها
درخت ریشو می‌گوید همسران انت‌ها شروع کردند به دور شدن از انت‌ها چون آن‌ها برخلاف انت‌ها که دوست داشتند هرچیزی مسیر طبیعی اش را طی کند، ترجیح می‌دادند هرچیزی را بکارند و در اختیار بگیرند. همسران انت‌ها به جایی رفتند که بعدها به سرزمین‌های قهوه‌ای در آن سوی رود بزرگ آندوئین معروف شد. همسران انت‌ها برخلاف انت‌ها با نژاد انسان اندرکنش داشتند و چیزهای زیادی از کشاورزی به آن‌ها یاد دادند.
همسران انت‌ها تا قبل از آنکه سائورون سرزمین آن‌ها را نابود کند در صلح زندگی می‌کردند. پس از آن ناپدید شدند و با اینکه انت‌ها به دنبال آن‌ها گشتند هرگز آن‌ها را نیافتند. در داستان ارباب حلقه‌ها درخت ریشو به هابیت‌ها می‌گوید که اگر خبری از همسران انت‌ها در سرزمین شان شنیدند حتماً به او اطلاع دهد.
پس از آنکه آراگورن به پادشاهی می‌رسد به درخت ریشو قول می‌دهد که انت‌ها می‌توانند دوباره بدون ترس از موردور زندگی کنند و به دنبال همسران انت‌ها بگردند و سرزمین خود را گسترش دهند اما درخت ریشو جواب می‌دهد که جنگل‌ها می‌توانند گسترش یابند اما انت‌ها نمی‌توانند و احتمالاً این چند انت باقی‌مانده در جنگل فانگورن آنقدر باقی می‌مانند تا کم‌کم شمارشان کم شود یا تبدیل به درخت معمولی شوند: «گوسفندان شبیه چوپان و چوپانان شبیه گوسفند می‌شوند اما این اتفاق برای درخت‌ها و انت‌ها سریع تر و نزدیک تر است»

### سرنوشت
با اینکه انت‌ها عمر درازی دارند اما مانند الف‌ها جاودان نیستند. آن‌ها با گذر زمان پیر می‌شوند. درخت ریشو به مری و پیپین می‌گوید که او نمی‌تواند خم شود در حالی که انت‌های جوان تر می‌توانند چنین کنند. انت‌ها پس از پیری نمی‌میرند بلکه تبدیل به درخت معمولی می‌شوند، در یک مکان جای می‌گیرند و در همان‌جا ریشه می‌دهند و برگ درمی‌آورند تا اینکه در نهایت یک درخت کامل شوند.و در آخر همه انت ها تبدیل ب درختان معمولی شدند.